# Латиноамериканський парламент
Латиноамериканський парламент (англ. Latin-American Parlament) - регіональна, постійна організація, що складається з країн Латинської Америки та Карибського басейну. Це дорадча асамблея схожа на ранній Європейський парламент. В даний час розглядається питання про надання установі законодавчих повноважень як законодавчому органу країн Латинської Америки та Карибського басейну

## Походження, повноваження, принципи та мета
Латиноамериканський парламент був створений в 1964 році. Його нинішні повноваження походять від договору Інституціоналізації, який був ратифікований 16 листопада 1987. Латиноамериканський парламент включає 23 парламенти-члени, кожен з яких посилає до нього по 12 призначених депутатів. Вони повинні представляти погляди їх національного парламенту, і взяти до уваги принципи парламенту, які включають захист демократії і подальшому інтеграцію Латинської Америки. Цілями парламенту є:
- Сприяння правам людини та економічному і соціального розвитку;
- Для підтримка та взаємодія з іншими міжнародними парламентами (такими, як Європейський парламент, а також міжнародними організаціями);
- Сприяння самовизначенню і захист від імперіалізму і колоніалізму.

## Установи
Основними установами Латиноамериканського парламенту є:
- Однопалатна Пленарна Асамблея, яка збирається щорічно;
- Рада директорів пленарного засідання під головуванням Голови Асамблеї, яка курирує роботу парламенту в період між сесіями асамблеї.
- У 2009 році було 13 постійних комітетів:
  - Скотарства і рибальства;
  - Безпеки громадян, припинення і запобігання наркотрафіку, тероризму та організованої злочинності;
  - Економічних питань, соціального та регіонального розвитку;
  - Освіти, культури, науки, технології та зв'язоку;
  - Енергетики та вугільної промисловості;
  - Навколишнього середовища та туризму;
  - Гендерної рівності, дитинства та юності;
  - Здоров'я;
  - Політики прав людини, правосуддя та виконання покарань;
  - Корінних народів та етнічних груп;
  - Праці, соціального забезпечення та правових питань;
  - Політичних, муніципальних та інтеграційних справ;
  - Захисту прав споживачів.

## Країни-члени
В 2013 році членами Латиноамериканського парламенту є:
| - Аргентина - Аруба - Болівія - Бразилія - Венесуела - Гватемала - Гондурас - Домініканська Республіка | - Еквадор - Колумбія - Коста-Рика - Куба - Кюрасао - Мексика - Нікарагуа - Панама | - Парагвай - Перу - Сальвадор - Сінт-Мартен - Суринам - Уругвай - Чилі |